# El ejército de fantasmas
El ejército de fantasmas (Army of Ghosts) es el duodécimo y penúltimo episodio de la segunda temporada moderna de la serie británica de ciencia ficción Doctor Who, emitido originalmente el 1 de julio de 2006. Es la primera parte de una historia en dos partes que concluye con El día del Juicio Final. Junto con su continuación, incluye el primer enfrentamiento en la historia de la serie, clásica o moderna, entre las dos razas más icónicas de Doctor Who, los Daleks y los Cybermen. Además, supone la conclusión del arco argumental de la temporada con la primera aparición del Instituto Torchwood. Los eventos de esta historia servirán de punto de partida para el arranque del spin-off de Doctor Who, Torchwood. También apareció por primera vez la actriz Freema Agyeman, en esta ocasión interpretando a Adeola, la prima de la futura acompañante Martha Jones, también interpretada por Agyeman.

## Argumento
La historia está narrada por Rose (Billie Piper), quien, ya desde el principio, avisa que va a contar la historia de cómo murió. Rose y el Décimo Doctor (David Tennant) deciden visitar a la madre de Rose, Jackie Tyler (Camille Coduri). Jackie está contenta de verles, pero se comporta de forma extraña y dice con alegría que su abuelo muerto hace diez años se les va a unir pronto. Rose la cree loca hasta que una especie de silueta humanoide brillante aparece delante de ellos. Los canales de televisión confirman que se trata de un fenómeno mundial. Jackie explica que hace unos meses empezaron a aparecer millones de fantasmas por todo el mundo. Los humanos han acabado aceptándolos y creyendo que son manifestaciones de sus seres queridos.
El Doctor rechaza la posibilidad de que sean fantasmas y lleva a cabo un experimento con la ayuda de la TARDIS. Intenta atrapar a un fantasma, y logra determinar que no son tales, sino impresiones de algo que está intentando entrar a la fuerza en este universo. El Doctor sigue el origen de la señal y usa la TARDIS para llegar hasta el Instituto Torchwood. El Doctor se presenta y le dice a todo el mundo que Jackie es Rose, su acompañante. Los soldados les llevan ante la actual directora de Torchwood, Yvonne Hartman (Tracy-Ann Oberman), mientras se llevan a un almacén la TARDIS con Rose dentro. Yvonne le muestra al Doctor la fuente de la energía fantasmal, una grieta invisible en el universo a través de un misterioso objeto esférico que ha aparecido. El Doctor inspecciona la esfera, y declara que se trata de una "nave de Vacío" y también que es imposible. Está diseñada para existir en el espacio entre universos, una nada que los Señores del Tiempo llamaban el Vacío. La nave es completamente indetectable por cualquier instrumento científico. Torchwood no tiene explicación sobre qué es la esfera o cómo llegó allí, pero afirman ser responsables de los fantasmas. Torchwood ha estado haciendo experimentos en la grieta, intentando abrirla a la fuerza para explotarla como fuente de energía. Yvonne también revela al Doctor que la Reina Victoria le convirtió al Doctor en un enemigo del estado y que eso fue el catalizador de la creación de Torchwood. Lo que nadie sabe hasta ahora es que un grupo de Cybermen que nadie ha visto se ha infiltrado en el instituto y se ha hecho con el control de tres trabajadores de Torchwood.
Mientras tanto, Rose sale de la TARDIS y usa una bata de laboratorio para hacerse pasar por empleada y para explorar Torchwood. Logra llegar hasta la esfera con el papel psíquico del Doctor, pero le detiene un tal Dr. Singh (Raji James). Él descubre que Rose es una impostora e informa a Yvonne de su presencia, tras lo cual le pide a su ayudante Samuel, que es en realidad Mickey Smith (Noel Clarke), que cierre las puertas. El Doctor se ve obligado a confesar la verdad sobre Rose y Jackie. En el centro de mando, los tres empleados manipulados inician un turno de fantasmas no planificado y abren a la fuerza la grieta. Esto provoca que millones de fantasmas se materialicen y pronto revelen su forma verdadera: son Cybermen. Al mismo tiempo de su llegada, de repente la nave de Vacío se activa y comienza a abrirse. Los Cybermen se hacen con el control de Torchwood y ordenan la rendición de la humanidad para la conversión. El Doctor, intrigado por cómo los Cybermen han podido crear algo tan avanzado como una nave de Vacío, le pregunta al Cyberlíder cómo lo hicieron, y este le contesta que ellos tampoco saben de dónde salió esa esfera y que se limitaron a seguirla a través de la brecha.
En la sala de la esfera, Mickey le explica a Rose que tras una batalla en el universo paralelo, los Cybermen desaparecieron misteriosamente. Descubrió por donde habían escapado, y regresó a su universo para detenerles. Mickey pensaba que los Cybermen estaban en control de la esfera, y creó un arma para destruir lo que quiera que estuviera dentro. Pero Rose se horroriza cuando la esfera se abre y de su interior aparece un grupo de Daleks, que identifican que están en la Tierra y se preparan para exterminar toda forma de vida.

### Continuidad
La mayor parte del episodio tiene lugar en el Instituto Torchwood, en su primera aparición en pantalla. La palabra "Torchwood" nació como un anagrama de "Doctor Who" que usaron para enmascarar las cintas de grabación durante el rodaje de la primera temporada. Torchwood fue el arco argumental de la segunda temporada, cuya primera mención fue en el episodio de la primera temporada Lobo malo.
En el episodio hace su primera aparición Freema Agyeman, aunque no con el personaje de Martha Jones que interpretaría en la siguiente temporada, sino con un personaje menor llamado Adeola. Russell T Davies admiró la interpretación de Agyeman, y la llamó para que sustituyera a Billie Piper como acompañante tras su partida. El anuncio de que Agyeman interpretaría a Martha Jones se hizo oficial el 4 de julio de 2006, y su primera aparición sería en el episodio Smith y Jones. En ese episodio menciona a su prima Adeola, explicando así el parecido físico entre ambos personajes.
Aunque Cybermen y Daleks ya habían aparecido juntos en The Wheel in Space, The War Games, The Mind of Evil, Logopolis y The Five Doctors, esta historia en dos partes es la primera ocasión en que ambas razas aparecen juntas como el enemigo principal. Volverían a aparecer juntos en la historia en dos partes La Pandorica se abre y El Big Bang.

## Producción
Esta historia en dos partes iba a tener lugar originalmente en Cardiff, en la falla temporal donde se centraban los episodios Los muertos inquietos y Explosión en la ciudad. Con la creación de la serie Torchwood en 2005, Davies decidió basar el spin-off en Cardiff y que estos episodios tuvieran lugar en Canary Wharf, en Londres. Para asegurarse de que Noel Clarke (Mickey Smith) y Shaun Dingwall (Pete Tyler) estuvieran disponibles para el rodaje, la historia se rodó en el tercer bloque de producción junto con La ascensión de los Cybermen y La edad del acero. El rodaje comenzó el 2 de noviembre de 2005 y concluyó el 5 de enero de 2006.
El episodio también incluye referencias a otros programas de la BBC. La más notable es un cameo de Barbara Windsor como Peggy Mitchell en EastEnders, donde se enfrenta a un fantasma que ella cree que es Den Watts del Queen Victoria. Watts, dado por muerto en 1989, regresó a esa serie en 2003, antes de ser asesinado por segunda vez en 2005 al salir del programa. Otras personalidades de la televisión británica que aparecen son Trisha Goddard, Alistair Appleton y Derek Acorah, interpretándose a sí mismos. Además aparece una imagen de la apertura del programa The Apprentice.

## Emisión y recepción
Para mantener en secreto la aparición de los Daleks, la escena final se quitó de todas las cintas para prensa y se reemplazó por un rótulo que decía "escena final retenida hasta emisión".
El episodio tuvo una audiencia de 8,19 millones de espectadores, y fue el séptimo programa más visto de la semana, tras cuatro partidos del Mundial de Fútbol 2006 y dos episodios de Coronation Street. La entrega acompañante de Doctor Who Confidential tuvo 570.000 espectadores más. La puntuación de apreciación fue de 86, por encima de la media de 77 de las series dramáticas.
El episodio fue generalmente bien recibido por los críticos. The Stage comentó que el episodio fue "un concurso tenso, lleno de drama, lágrimas, adversidad y dos poderosas fuerzas frente a frente en la batalla final" al mismo tiempo que se burlaba de la derrota de la selección inglesa de fútbol poco antes esa misma tarde. El autor de la crítica dijo que el cliffhanger aumentó su afecto por el programa. The Guardian comentó que el episodio era "Who de vuelta mejor que nunca", mientras The People alabó el humor de la escena del Doctor haciendo zapeo. Jacob Clifton de Television Without Pity, le dio al episodio una nota de Sobresaliente bajo. Ahsan Haque, de IGN, le dio al episodio un 9,8 sobre 10, y alabó el ritmo del episodio y la revelación tanto de los Cybermen como de los Daleks, concluyendo que "no se podía pedir un cliffhanger mejor".
Tras la emisión inicial, el episodio se publicó en DVD junto con Temedla y El día del Juicio Final, el 25 de septiembre de 2006. La conjunción de las dos partes de esta historia fue nominada al premio Hugo 2007 a la mejor presentación dramática en forma corta.